# Jean de Brébeuf
Pour les articles homonymes, voir Brébeuf et Saint Jean.
 (janvier 2024).
Si vous disposez d'ouvrages ou d'articles de référence ou si vous connaissez des sites web de qualité traitant du thème abordé ici, merci de compléter l'article en donnant les références utiles à sa vérifiabilité et en les liant à la section « Notes et références ».
Saint Jean de Brébeuf, naissance à Condé-sur-Vire (France) le 25 mars 1593 et martyrisé (brulé vif) par les Iroquois près de la baie Georgienne le 16 mars 1649, est un prêtre jésuite français, missionnaire en Nouvelle-France (aujourd'hui États-Unis et Canada). Il est surnommé Échon par les Hurons.
Reconnu comme martyr de la foi chrétienne, il a été canonisé en 1930. Liturgiquement, il est exactement commémoré le 16 mars.
Une école secondaire au Québec porte son nom: L'école secondaire Jean de Brébeuf, ainsi qu'un collège privé à Montréal, le collège Jean de Brébeuf, ainsi qu'une école primaire à Gatineau, l'école Jean de Brébeuf.

## Enfance
Le lieu précis de naissance de Jean de Brébeuf n'est pas connu de manière certaine. Il serait né à Bayeux, ou à La Boissée (Condé-sur-Vire) où se trouvait le manoir seigneurial de ses parents, Gilles II de Brébeuf et Marie Le Dragon.
M. Béziers (d’abord curé de l’une des paroisses de Bayeux - où il serait né - et ensuite chanoine de la collégiale du Saint-Sépulcre de Caen) écrit en 1773 : « le P. Jean de Brébeuf, jésuite missionnaire, naquit à Bayeux au faubourg Saint-Jean vers les dernières années du XVIe siècle, d’une ancienne famille noble ».
En 1848, François Boisard, biographe du Calvados, dit de M. Béziers : « il savait puiser à plus d’une source », ce que reprend l’abbé Faucon en 1869 dans La semaine religieuse de Bayeux, en ajoutant que M. Béziers écrivait : « son histoire à une époque plus rapprochée de l’événement » pour lui donner plus de poids. L’abbé Faucon poursuit en disant que la naissance de Jean de Brébeuf eut lieu « paroisse de Saint-Exupère » qui faisait partie du faubourg Saint-Jean, que selon une tradition orale venant corroborer ce qui précède, « la mère de cet enfant était venue passer quelque temps à Bayeux, au sein de sa famille, accoucha dans cette ville pendant le séjour qu’elle y fit », et que « notre futur martyr serait né à quelques pas de l’église dans un vieux manoir féodal ». Les anciens registres de Saint-Exupère attestent la présence de Brébeuf, mais les lacunes empêchent d’en savoir plus.

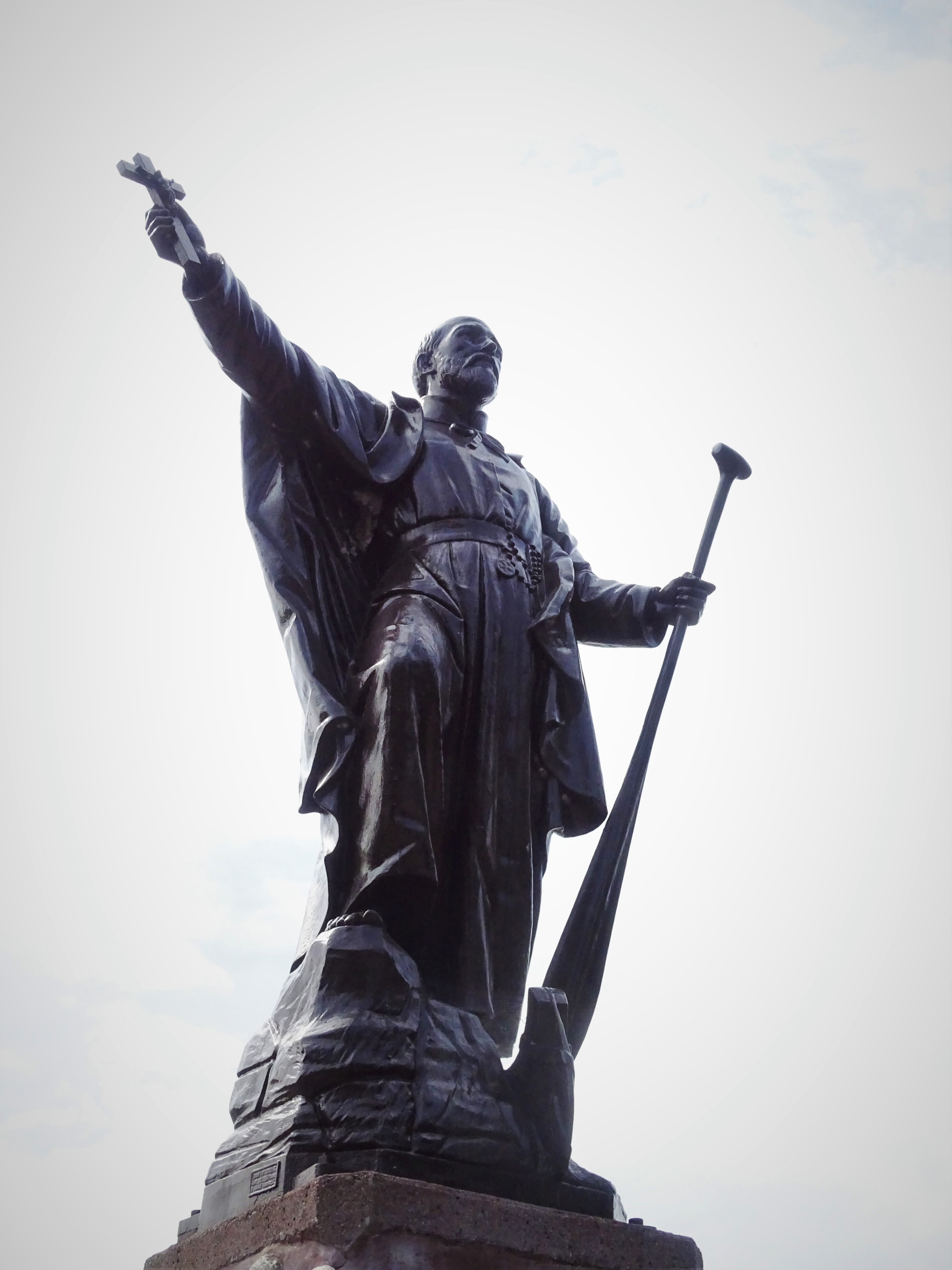
Statue de Jean de Brébeuf, parc Brébeuf, Gatineau, Québec.

Quant au jour de naissance, sont avancés le 24 mars 1593 (Lebreton), 14 mars 1593 (Faucon) et même 1592 (Boisard).
Les Archives générales de la Compagnie de Jésus, à Rome, portent la mention : Joannes de Brebeuf, natus in oppide Condaei, 25 martii an. 1593. Natus signifie né, mais pourrait simplement vouloir dire aussi originaire ; c’est une confusion que l’on rencontre souvent dans les régistres paroissiaux, du moins en français. Ceux-ci ne commençant qu’en 1596 à Condé-sur-Vire, toute recherche s’avère impossible. Avec ceux des nombreuses paroisses de Bayeux, consultables mais incomplets, le doute existe.
Un contrat passé devant notaires le 21 juin 1679, mis au jour 415 ans après la naissance de Jean de Brébeuf, donne un éclairage que l'on peut considérer comme déterminant. Cet acte indique qu'une chapelle a été construite par Joachim de Brébeuf, écuyer sieur de Balençon (un neveu du martyr) et qu'il verse en sa faveur une rente hypothèque à perpétuité. La chapelle y est située à Condé-sur-Vire dans le village de La Boissaye. Il est précisé qu'elle a été bâtie «au lieu de naissance du très heureux serviteur de Dieu, le digne père Jean de Brébeuf, oncle paternel du sieur donateur ». (Fonds Bosquet - arch. privées)

## Missionnaire en Nouvelle-France

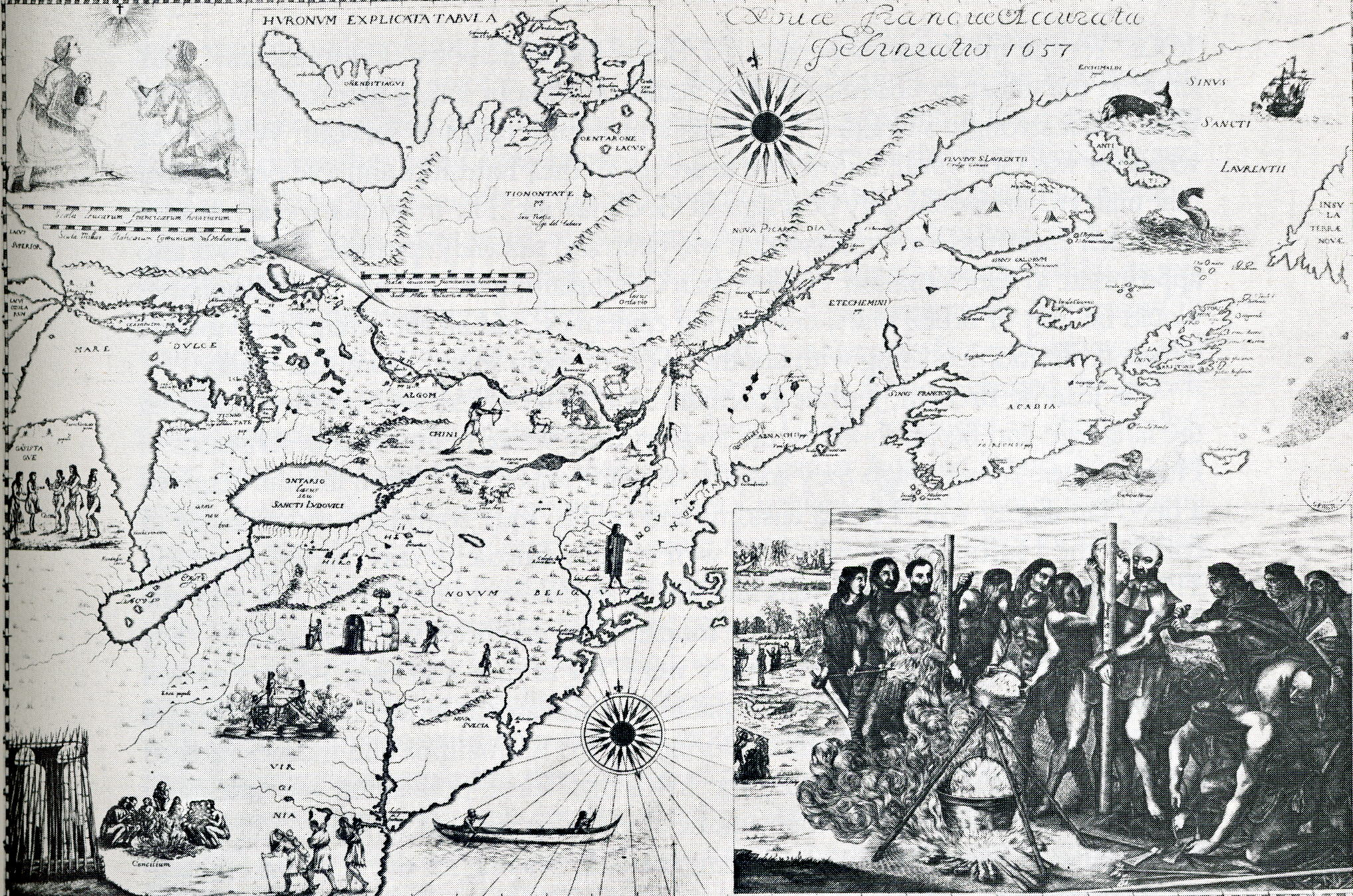
Carte de Nouvelle France des Jésuites de 1657, avec la représentation de la mise à mort de Jean de Brébeuf et de Gabriel Lalemant par les Iroquois.

Jean de Brébeuf est entré chez les Jésuites en 1617. Ses ennuis de santé à l’âge de vingt-huit ans l’ont empêché d’acquérir une connaissance théologique étendue. Ordonné prêtre en 1622 il est procureur du collège Jésuite de Rouen lorsqu'il est envoyé au Canada. Il est envoyé pour convertir les Amérindiens. Parti de Dieppe en avril 1625 avec Charles Lalemant et Enemond Massé il arrive le 19 juin 1625 en Nouvelle-France.
Surmontant l’aversion qu'ont les colons pour les jésuites, Brébeuf choisit un emplacement pour une résidence sur la rivière Saint-Charles, à l’endroit même d'un ancien campement de Jacques Cartier. Il adopte le mode de vie amérindien, s'installant dans un tipi où il passe l’hiver. Au printemps, il s’embarque avec les Amérindiens pour un voyage de plus de 1 000 km. Le 19 juillet 1629, il retourne en France après la reddition de la colonie aux Anglais. Quatre ans plus tard, il repart le 23 mars 1633 pour le Canada à sa restitution à la France. 
Dès son arrivée, il tente de retourner au lac Huron mais les Amérindiens refusent de l’emmener. L’année suivante, il réussit à atteindre son ancienne mission. En 1640, il tente sans succès d’évangéliser les Neutres, une tribu au nord du Lac Érié. En 1642, il est envoyé à Québec où il a la charge des Amérindiens de la réserve de Sillery. Au plus fort du conflit entre Hurons et Iroquois, après deux tentatives infructueuses, il parvient à pénétrer en territoire huron. Bien que les Iroquois aient fait la paix avec les Français, leur guerre avec les Hurons se poursuivait.

### Ethnographe

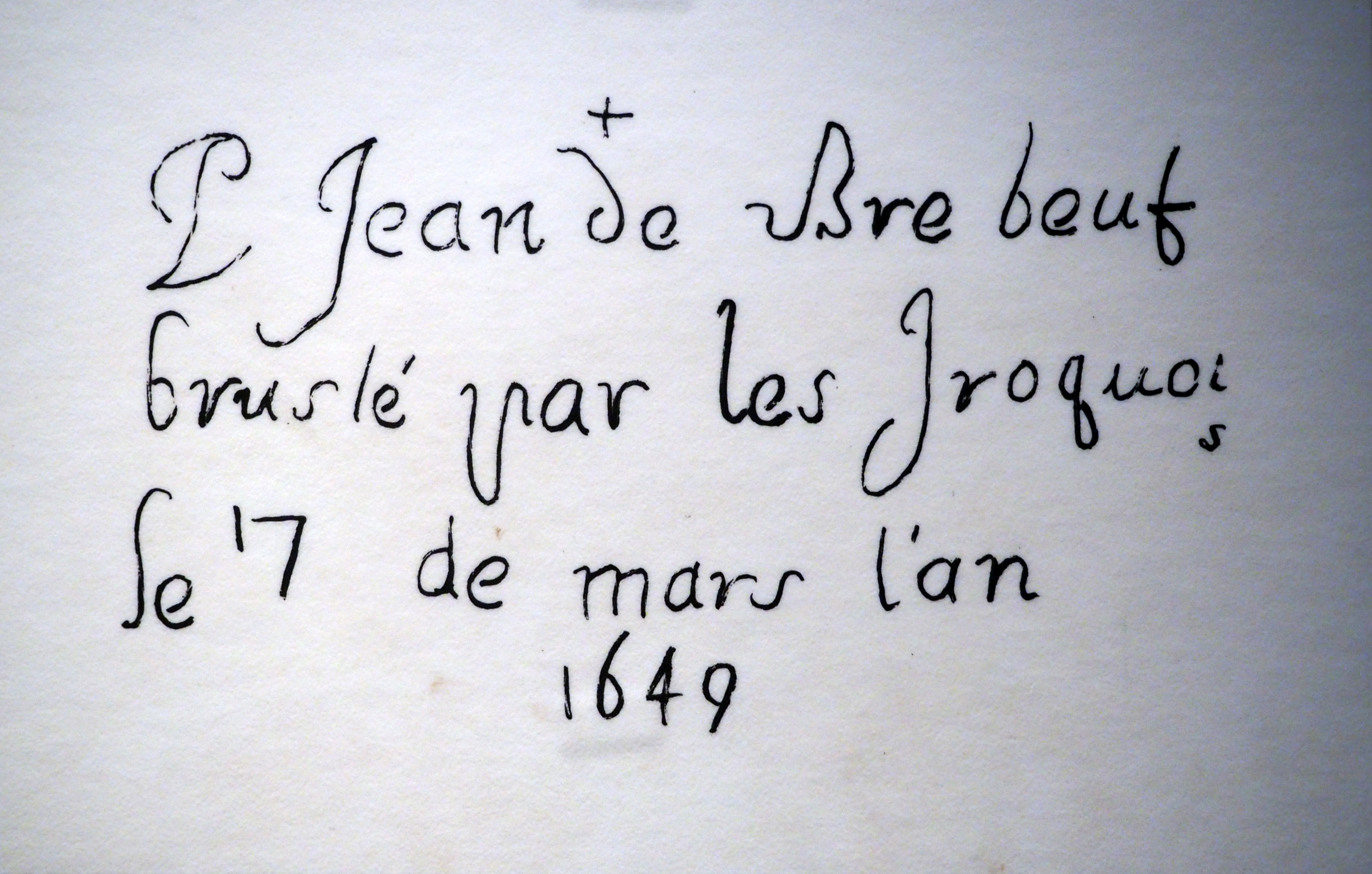
Plaque de plomb Jean de Brébeuf 1649, dessin

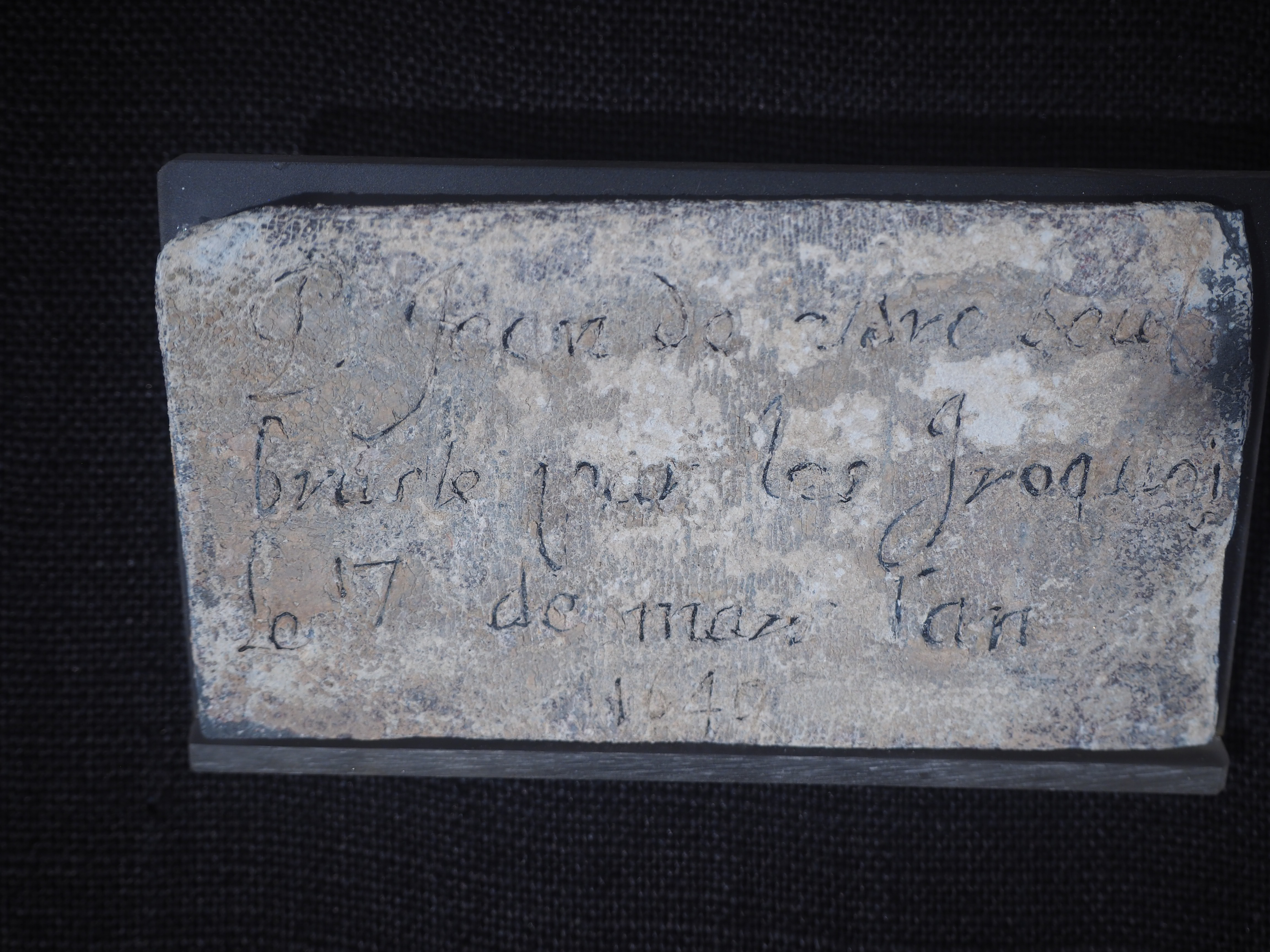
Plaque de plomb Jean de Brébeuf 1649, photo

Brébeuf était par ailleurs un ethnographe et un écrivain. Ses écrits dont plusieurs sont perdus comprennent un dictionnaire, une grammaire, un catéchisme en langue Huron, des lettres, un journal spirituel. Ayant vécu quinze ans chez les Hurons, il s'intéressa à leurs mœurs et à leurs coutumes. 

René Latourelle écrit dans la fiche du Dictionnaire biographique du Canada : 

« Avec Champlain et Sagard, Brébeuf reste le témoin le plus important de la période de contact. Pour sa part, il insiste sur la vie sociale, politique et religieuse des Hurons ; en cela il complète Champlain et enrichit Sagard. Sur ces trois aspects, la Relation de 1636 demeure un document unique, cité en première place dans toutes les monographies concernant les Hurons. »

On lui attribue d'avoir écrit en langue wendat le plus ancien cantique de Noël canadien Jesous Ahatonhia.

### Décès

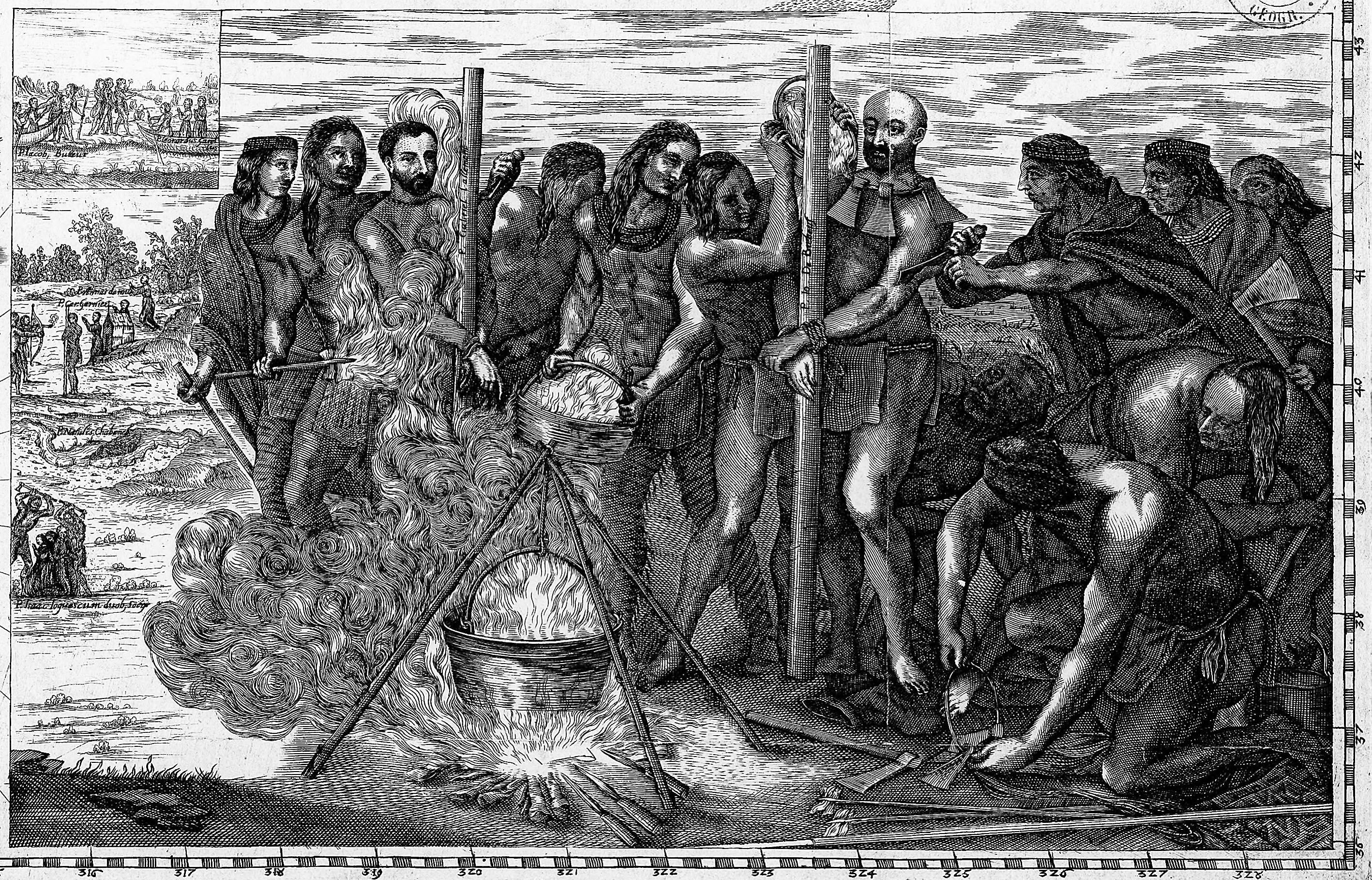
Scène du martyre par Bressani (1657).

Le 16 mars 1649, il est capturé au cours d’une attaque. Il préfère demeurer avec ses fidèles au lieu de prendre la fuite. Il est traîné au village huron de Saint-Ignace où il est accueilli par une pluie de pierres, bastonné et lié au poteau de torture. On lui verse de l’eau bouillante sur la tête dans une parodie de baptême, on lui passe autour du cou un collier de cognées de tomahawks chauffées à blanc et on lui enfonce un fer rouge dans la gorge et dans l'anus. Il est brûlé vif et son corps est lacéré à coups de couteaux. Après sa mort, son cœur est arraché et mangé.
Les Écrits en Huronie mentionnent qu'il était de coutume pour les Iroquois de tuer immédiatement la victime si elle se mettait à pleurer ou à crier. Le rituel de manger le cœur était leur façon de s'approprier la force de l'ennemi, et indiquerait qu'à aucun moment, Jean de Brébeuf n'a succombé à la souffrance.
En 1954, au cours d'excavations au site de Sainte-Marie-au-pays-des-Hurons, le Père Denis Hegarty s.j., l’un des pères au service du sanctuaire, découvrit une plaque de plomb dans la chapelle des indiens. L'inscription se lit : Père Jean de Brebeuf bruslé par les Iroquois le 17 de mars l'an 1649.

## Œuvre
- Jean de Brebeuf, Relation de ce qui s'est passé dans le pays des Hurons en l'année 1635, Paris, Sébastien Cramoisy, 1636, 264 p. (lire en ligne)
- Jean de Brebeuf, Relation de ce qui s'est passé dans le pays des Hurons en l'année 1636, Paris, Sébastien Cramoisy, 1637, 526 p. (lire en ligne)

## Postérité
- Il a été canonisé le 29 juin 1930 par le pape Pie XI.

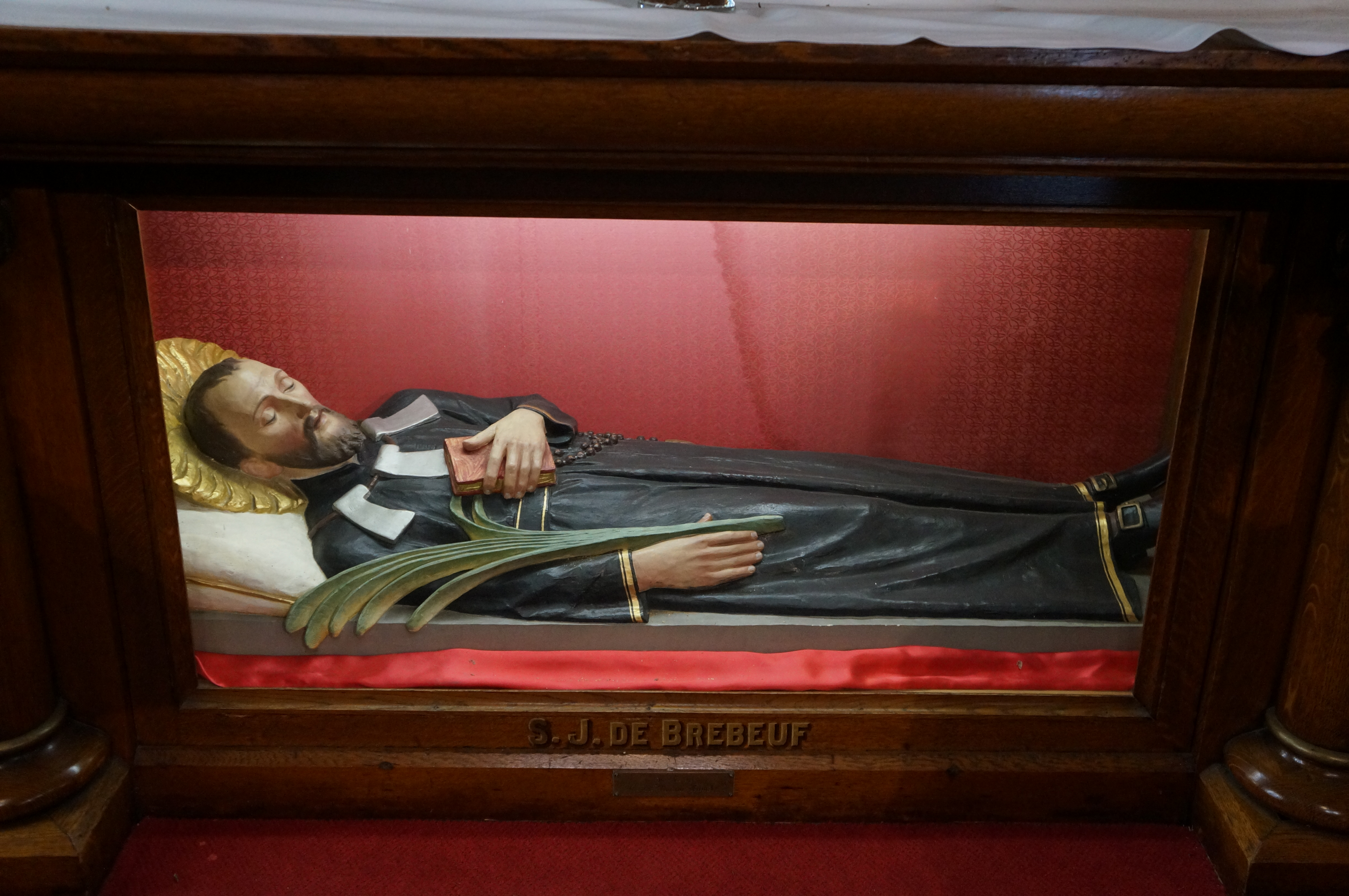
Corps et statue (ci-dessous) de saint Jean de Brébeuf au sanctuaire des Martyrs, Midland, Ontario.

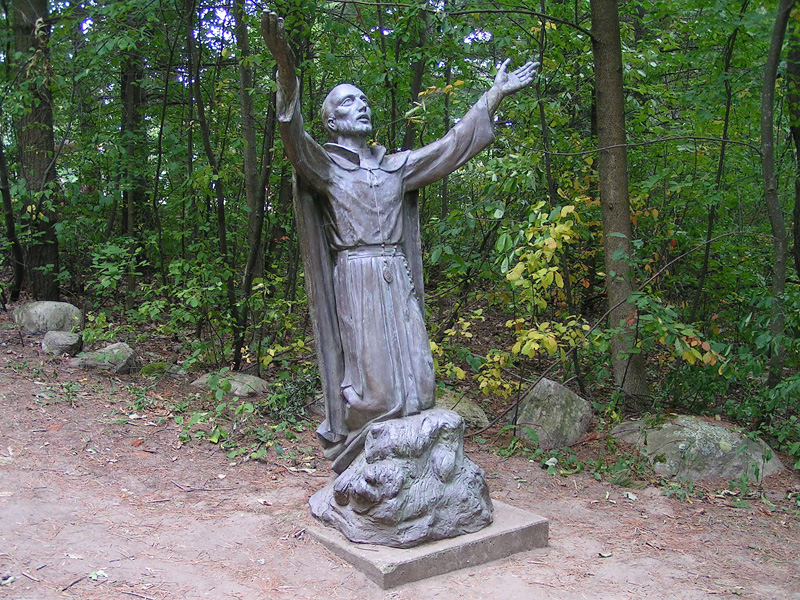

- M. Béziers écrit : « ce pieux religieux rendit son âme à Dieu au milieu de ses souffrances le 16 mars 1649 ». « Il était oncle de Georges de Brébeuf si connu par sa traduction de la Pharsale de Lucain ».
- Il est commémoré le 16 mars selon le Martyrologe romain, le 26 septembre au Canada, et le 19 octobre avec ses compagnons martyrs[2],[3].

### Au Canada
- Il est commémoré au sanctuaire des martyrs canadiens à Midland dans l'Ontario avec notamment son corps dans une châsse et une statue à l'extérieur.
- Un lycée porte son nom, St John Brebeuf Regional Secondary School, à Abbotsford en Colombie Britannique.
- Une école secondaire catholique porte son nom, Saint-Jean-de-Brébeuf, à Welland en Ontario

### Au Québec
- Le collège privé Jean de Brébeuf à Montréal porte son nom.
- Une rue à Montréal porte son nom.
- École Jean-de-Brébeuf, une école secondaire à Québec.
- À Québec, le Lieu historique national Cartier-Brébeuf commémore les actions de Jean de Brébeuf et des Jésuites en Amérique du Nord, ainsi que celles de Jacques Cartier. La municipalité de Brébeuf dans les Laurentides est aussi nommée en son honneur.
- À Drummondville, une rue dans le quartier des Martyrs porte son nom.
- À Gatineau, secteur Hull, une statue de Jean de Brébeuf marque l'entrée du parc qui porte son nom, au bord de la rivière des Outaouais[4].
- Un village de la région de Chaudière-Appalaches se nomme St-Jean-de-Brébeuf

### Relique
- Une petite relique de Jean de Brébeuf fut déposée dans le reliquaire sur l'autel devant la statue du Christ dans la Basilique-cathédrale Notre-Dame de Québec (à gauche de l'autel principal près de la Porte Sainte) avec des petites reliques de tous les autres martyrs, Saints et béatifiés canadiens[5].
- La moitié droite du crâne de Jean de Brébeuf est gardé dans un buste-reliquaire, fait par Charles de Poilly, déposé aux côtés des reliques de la Bienheureuse Marie-Catherine de Saint-Augustin dans l'église historique, situé au Centre Catherine-de-Saint-Augustin . Le lien qui unissait ceux-ci fût connu dès la parution de la biographie de Catherine par son directeur spirituel, le Père Paul Ragueneau, en 1671. Le Père Jean de Brébeuf, qui n’avait pourtant jamais connu Catherine de son vivant, avait été pour elle d’un puissant soutien du haut du ciel, lui servant de « Directeur et Conducteur, dans un chemin si difficile et si dangereux, par où la divine Providence la voulait conduire à une haute sainteté. [6] »

## Joseph Boyden
Dans son roman Dans le grand cercle du monde, Joseph Boyden, écrivain canadien, mêle trois voix : celle d'un grand chef huron Oiseau, celle de Chutes-de-Neige, jeune prisonnière iroquoise et celle du Corbeau, le père Christophe, missionnaire jésuite français. Le témoignage et la vie de ce dernier sont inspirés directement des écrits et de la vie du père J. de Brébeuf.

## Sources bibliographiques
- M. Béziers : Histoire sommaire de la ville de Bayeux, Académie Royale des belles Lettres de Caen, MDCCLXXIII, p. 199.
- Notices biographiques, littéraires et critiques sur les hommes du Calvados, F. Boisard, 1848, p. 24, 42.
- Biographie normande, Th. Lebreton, Rouen, 1857, p. 219.
- La Semaine religieuse de Bayeux, abbé Faucon, 1869, p. 468.
- Charles Marie : Notice sur les trois Brébeuf, Société des Antiquaires de Normandie, 1875, p. 124.
- J. Robinne : L'Apôtre au cœur mangé, 1949, p. 3.
- René Latourelle : Jean de Brébeuf, Québec, Ed. Bellarmin, 1993, 330pp.